# Société littéraire de Liège
La Société littéraire de Liège est un cabinet de lecture fondé le 5 avril 1779 sous le règne et l'égide du prince-évêque éclairé Velbrück.

## Bâtiment

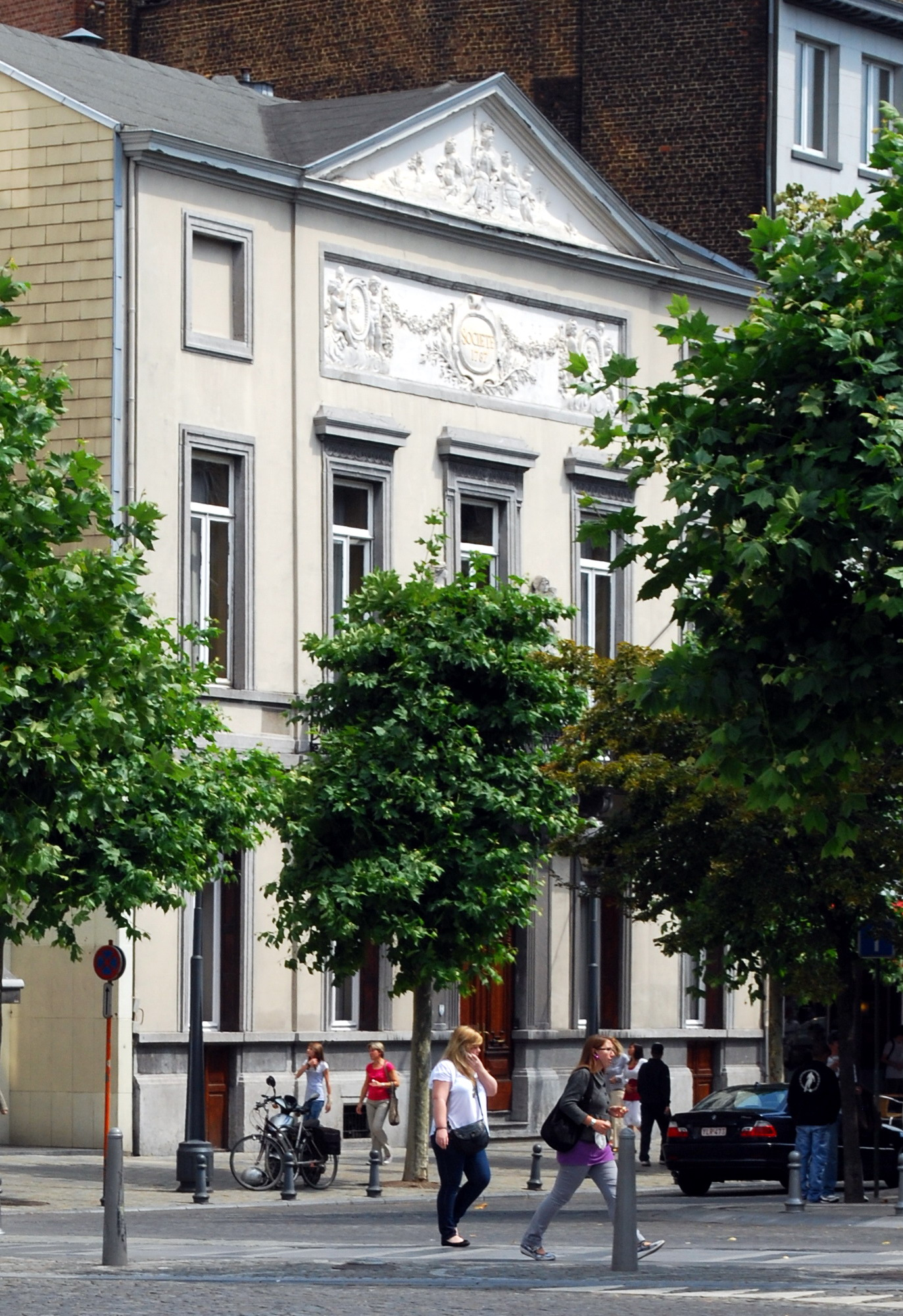
Le bâtiment de la Société sis place de la République française.

En 1779, les membres se réunissaient dans un restaurant de la rue Haute-Sauvenière. Un an après la mort de François-Charles de Velbrück, en 1785, la société achète une partie des bâtiments du séminaire Saint-Mathieu à la Chaîne situé place de la République française (jadis place aux Chevaux). Elle fait démolir ceux-ci pour y faire construire un bâtiment de style Louis XVI par l'architecte Jacques-Barthélemy Renoz. Les membres s'installent dans leur nouvel hôtel fin 1787,.
L'hôtel est détruit par les flammes et reconstruit en 1859.
En 1974, le bâtiment échappe à la destruction grâce à Jean-Pierre Grafé, ministre à l'époque, qui avait pris un arrêté contre l'avis de son administration.
En 2012, à la suite de travaux d'une quinzaine d'années, le bâtiment est complètement rénové et retrouve l'aspect de 1859.

### Classement
Les premières mesures de classement du bâtiment datent de 1974 et en 2009 les décors des salons du 1er étage en façade de l'immeuble sont classés en tant que Patrimoine immobilier exceptionnel de la Région wallonne.

## Objectif
Cette société littéraire à l'instar des autres cabinets littéraires qui florissaient alors en Europe comme le Cabinet littéraire de Verviers (1775), la Société littéraire de Huy, la Société royale littéraire de Hasselt, la Société d'Émulation (1784) de Maastricht, l'Aachener Casino Club d'Aix-la-Chapelle, la Société littéraire de Gand, la Société de littérature de Bruxelles (à laquelle a succédé la Société des douze), ou enfin le cabinet Vieusseux, avait comme but de fournir à ses membres, dans un esprit de convivialité de bon ton, les journaux et les ouvrages dont on parlait à l'époque.
La Société littéraire de Liège poursuit encore son activité de nos jours et propose des activités culturelles et des rencontres à ses membres. Elle entretient des rapports de réciprocité avec le Cercle Gaulois à Bruxelles.

## Publications de la Société littéraire de Liège
La Société littéraire de Liège publie à l'intention de ses membres un bulletin trimestriel intitulé Lettre de la Littéraire.